# Proclamación del Estado Catalán de 1934

La señera, bandera oficial de Cataluña.

El 6 de octubre de 1934 tuvo lugar en Barcelona la proclamación del Estado Catalán dentro de la «República Federal Española» por parte del presidente de la Generalidad de Cataluña, Lluís Companys. Estos hechos se encuadran dentro de la huelga general revolucionaria iniciada el día 5 de octubre y son posteriores a la entrada de la CEDA el 4 de octubre en el gobierno de la República, en virtud de sus resultados en las elecciones generales de noviembre de 1933, y son conocidos en la historiografía catalana como fets del sis d'Octubre ('hechos del seis de octubre').

## Antecedentes
Tras la Dictadura de Primo de Rivera el rey Alfonso XIII nombró en enero de 1930 al general Dámaso Berenguer presidente del Gobierno para que restableciera la "normalidad constitucional". Pero la Dictablanda de Dámaso Berenguer fracasó dando paso al breve gobierno del almirante Juan Bautista Aznar que convocó elecciones municipales para el domingo 12 de abril de 1931. Antes, en agosto de 1930, los partidos republicanos se habían reunido y firmado el pacto de San Sebastián, entre los que se encontraban representantes de los partidos nacionalistas catalanes, Manuel Carrasco Formiguera (Acción Catalana), Macià Mallol (Acción Republicana de Cataluña), y Jaume Aiguader (Estat Català de Francesc Macià, uno de los grupos que formarían poco más tarde Esquerra Republicana de Catalunya). Aunque no se levantó acta por escrito ni de los temas tratados ni de los acuerdos alcanzados en la reunión, en la "Nota oficiosa" que se publicó al día siguiente en el diario El Sol y en la referencia "Otros pormenores" que Indalecio Prieto añadió a la nota oficiosa se mencionaba "el problema referente a Cataluña" que "quedó resuelto en el sentido de que los reunidos aceptaban la presentación a unas Cortes Constituyentes de un estatuto redactado libremente por Cataluña para regular su vida regional y sus relaciones con el Estado español".

### La proclamación de la República Española el 14 de abril de 1931

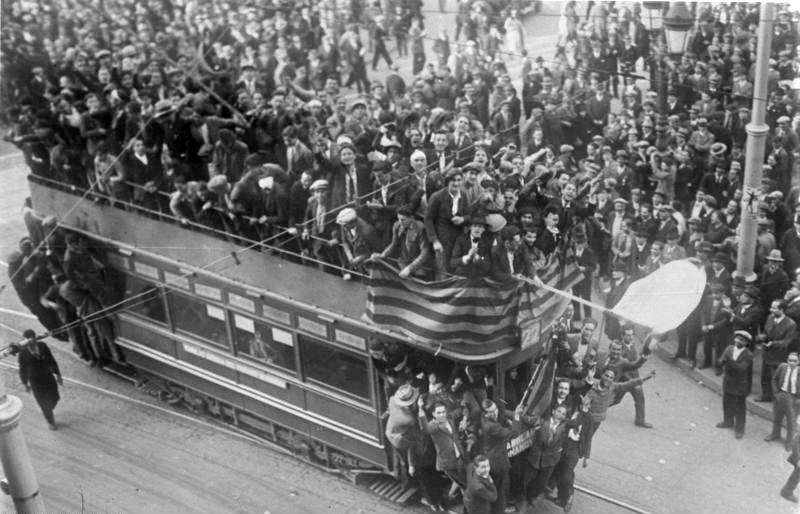
Proclamación de la Segunda República en Barcelona en 1931.

En Cataluña, concurrieron a las elecciones municipales cuatro grupos además de los monárquicos: a la derecha, la Lliga Regionalista; en el centro, el nuevo Partit Catalanista Republicà (Acció Catalana Republicana), fruto de la fusión entre Acción Catalana y Acción Republicana de Cataluña; a la izquierda, la recién creada Esquerra Republicana de Catalunya. Al margen de los partidos catalanistas, radicales y socialistas reproducían la Conjunción Republicano-Socialista del resto de España. ERC en Barcelona obtuvo 25 concejales, frente a 12 de la Lliga Regionalista y otros 12 de la candidatura republicana-socialista). 
Alrededor de la una y media de la tarde del 14 de abril, Lluís Companys, uno de los líderes de Esquerra Republicana de Cataluña salió al balcón del Ayuntamiento de Barcelona, en la Plaza de San Jaime para proclamar la República e izar la bandera republicana. y una hora después y desde el mismo balcón, donde ya ondeaba también la bandera de Cataluña, el líder de Esquerra Francesc Macià se dirigió a la multitud concentrada en la plaza y proclamó, en nombre del pueblo de Cataluña, "L'Estat Català, que amb tota la cordialitat procurarem integrar a la Federació de Repúbliques Ibèriques". A media tarde Macià de nuevo se dirigía a la multitud pero esta vez desde el balcón de la Diputación de Barcelona, situado enfrente del Ayuntamiento en la misma plaza de San Jaime, para comunicarles que había tomado posesión del gobierno de Cataluña y a continuación firmaba un manifiesto en el palacio de la Diputación en que proclamaba de nuevo el "Estat Català" bajo la forma de "una República Catalana", que pedía a los otros "pueblos de España" su colaboración para crear una "Confederació de Pobles Ibèrics". Una tercera declaración de Macià, por escrito como la segunda, se produjo a última hora de la tarde, cuando se supo que la República había sido proclamada en Madrid y el rey Alfonso XIII abandonaba el país, en la que, después de hacer referencia a los supuestos acuerdos alcanzados en el "Pacto de San Sebastián", se proclamó "La República Catalana com Estat integrant de la Federació Ibèrica":

Catalanes: Interpretando el sentimiento y los anhelos del pueblo que nos acaba de dar su sufragio, proclamo la República Catalana como Estado integrante de la Federación Ibérica.
De acuerdo con el Presidente de la República española Señor Niceto Alcalá Zamora, con el que hemos ratificado los acuerdos adoptados en el Pacto de San Sebastián, me hago cargo provisionalmente de las funciones de Presidente del Gobierno de Cataluña, esperando que el pueblo español y el catalán expresen cuál es en estos momentos su voluntad...

La proclamación de la “República Catalana” hecha por Macià en Barcelona fue el problema más inmediato que tuvo que afrontar el Gobierno Provisional de la Segunda República Española. Así el 17 de abril, sólo tres día después de haberse proclamado la República, tres ministros del Gobierno Provisional (los catalanes Marcelino Domingo y Lluis Nicolau d’Olwer, más Fernando de los Ríos) se entrevistaban en Barcelona con Francesc Macià alcanzando un acuerdo por el que Esquerra Republicana de Cataluña renunciaba a la “República Catalana” a cambio del compromiso del Gobierno Provisional de que presentaría en las futuras Cortes Constituyentes el Estatuto de Autonomía que decidiera Cataluña, previamente “aprobado por la Asamblea de Ayuntamientos catalanes”, y del reconocimiento del gobierno catalán que dejaría de llamarse Consejo de Gobierno de la República Catalana para tomar el nombre  Gobierno de la Generalidad de Cataluña recuperando así el nombre de la institución del Principado que fue abolida por Felipe V en los decretos de Nueva Planta de 1716.

### El Estatuto de Autonomía de Cataluña de 1932
El proyecto de estatuto para Cataluña, llamado Estatuto de Nuria fue refrendado el 3 de agosto de 1931 por el pueblo de Cataluña por una abrumadora mayoría y fue presentado a las Cortes Constituyentes por el presidente de la Generalitat Francesc Macià. Pero el Estatuto respondía a un modelo federal de Estado y rebasaba en cuanto a denominación y en cuanto a competencias a lo que se había aprobado en la Constitución de 1931 (ya que el "Estado integral" definido en la Constitución respondía a una concepción unitaria, no federal), aunque condicionó los debates parlamentarios sobre la organización territorial del Estado.
Entre enero y abril de 1932 una comisión de las Cortes adecuaron el proyecto de Estatuto de Cataluña a la Constitución y aun así encontró una enorme oposición en la cámara para su aprobación, especialmente entre la Minoría Agraria (donde estaba integrada Acción Nacional, núcleo aglutinante de la futura CEDA) y los diputados de la Comunión Tradicionalista que ya se habían separado de los diputados del PNV en la Minoría vasco-navarra, y que incluyó una amplia movilización callejera “antiseparatista”. Tras cuatro meses de debates interminables, sólo el fallido golpe de Estado del general Sanjurjo de agosto de 1932 motivó que se acelerara la discusión del Estatuto, que finalmente fue aprobado el 9 de septiembre por 314 votos a favor (todos los partidos que apoyaban al gobierno, más la mayoría de los diputados del Partido Republicano Radical) y 24 en contra. El Estatuto era menos de lo que los nacionalistas catalanes habían esperado (la versión final eliminaba todas las frases que implicaban soberanía para Cataluña; se rechazaba la fórmula federal; los idiomas castellano y catalán eran declarados igualmente oficiales, etc), "pero cuando el presidente del Consejo de ministros Manuel Azaña fue a Barcelona para la ceremonia de presentación, lo recibieron con una tremenda ovación”.
A las pocas semanas de la aprobación de Estatuto, se celebraban elecciones al Parlamento de Cataluña, con nuevo triunfo arrollador de ERC, que conseguía 56 de los 85 escaños en juego. El Parlamento se constituía el 6 de diciembre, con Lluís Companys como primer Presidente de la cámara legislativa, y ERC formaba un gobierno monocolor. En enero de 1934 la autonomía catalana asumía facultades judiciales con la creación del Tribunal de Casación de Cataluña, así como nuevos poderes ejecutivos, incluyendo los de Orden Público al desaparecer de la estructura política la figura de los gobernadores civiles, que representaban al Estado español en Cataluña. Antes, el día de Navidad de 1933 moría el presidente Macià. El 1 de enero de 1934 era elegido Lluís Companys para sucederlo.

### El conflicto con el gobierno del Partido Radical: la Ley de Contratos de Cultivos de 1934
Mientras, en noviembre de 1933 se celebraron las segundas elecciones generales del periodo republicano, que fueron ganadas por la CEDA de José María Gil-Robles, con casi 120 escaños. En segundo lugar quedó el Partido Republicano Radical de Alejandro Lerroux, con poco más de cien escaños. Los socialistas perdieron la mitad de sus escaños y los republicanos de izquierda quedaron virtualmente barridos de la cámara. Las diferencias políticas entre el gobierno de izquierda de la Generalidad y los gobiernos de la derecha de España, inicialmente sin ministros extremistas de la CEDA, dificultaban las relaciones entre ambos poderes y el normal ejercicio de la autonomía.
En Cataluña, uno de los principales propósitos del presidente Companys, uno de los fundadores de la Unió de Rabassaires, era la de realizar una reforma agraria adaptada a las especificidades del campo catalán, en el que miles de pequeños agricultores dedicados al cultivo de la uva, no disponían de la propiedad de la tierra, sino que la cultivaban bajo contratos a largo plazo que dependían de la vida de las viñas (rabassa morta). El programa de la Unió de Rabassaires propugnaba el acceso a la propiedad de la tierra por parte de los pequeños agricultores, los rabassaires. Así, el Parlamento de Cataluña aprobó, el 11 de abril de 1934, la Ley de Contratos de Cultivo (equivalente de la ley de arrendamientos estatal que no pudo ser aprobada en las Cortes Españolas en el verano de 1933), la cual garantizaba a los rabassaires la explotación de tierras durante un mínimo de seis años y la posibilidad de comprar las parcelas que hubieran estado cultivando durante al menos quince años. Ello llevó a la derecha catalana de la Lliga, representante de los terratenientes catalanes, y que colaboraba en las Cortes Españolas con la CEDA, a reclamar la declaración de inconstitucionalidad de la ley, pidiéndole al gobierno Samper que recurriese la ley ante el Tribunal de Garantías Constitucionales, cosa que hizo. El recurso se basaba en una presunta invasión de competencias estatales, las referentes a las obligaciones contractuales (que el artículo 15 de la Constitución de 1931 reservaba al Estado), en tanto que la Generalidad aducía que en virtud del artículo 12 del Estatuto, le correspondía la legislación en materia de política social agraria. El 8 de junio de 1934, el tribunal declaró, por 13 votos a 10 y sin que muchos de sus integrantes hubiesen oído el caso, incompetente al Parlamento de Cataluña sobre el tema y anuló por tanto la ley. La respuesta de la Generalidad fue la aprobación por el Parlamento de Cataluña de una ley virtualmente idéntica, aunque Samper y Companys iniciaron una negociación a lo largo del verano para buscar una fórmula que hiciera compatible la ley con la Constitución.
La anulación de la Ley de Contratos de Cultivos creó una grave crisis política entre Madrid y Barcelona (incluyendo la retirada de los diputados de ERC de las Cortes Españolas) y una considerable exacerbación nacionalista, que favorecía las actividades paramilitares y la propaganda separatista de las Joventuts d'Estat Català, dirigidas por Josep Dencàs. Dencàs logró la consejería de Gobernación el 18 de septiembre represaliando además al movimiento anarcosindicalista de la ciudad, en tanto que a Miquel Badia, de ERC, se le encargan los servicios de Orden Público de Cataluña.

## Del 1 al 6 de octubre
Las Cortes Españolas se reunieron el 1 de octubre y la CEDA manifestó que retiraba su confianza al gobierno del Partido Republicano Radical presidido por Ricardo Samper, exigiendo la participación en el que se formara a continuación. Al día siguiente caía el gobierno Samper, que había tratado de llegar a un acuerdo sobre la ley de contratos con Companys, y el día 4 de octubre Alejandro Lerroux formaba un nuevo gobierno en el que entraban por primera vez ministros de la CEDA. Inmediatamente los socialistas declaraban una huelga general revolucionaria en toda España para el día siguiente.
El 5 de octubre, la Alianza Obrera de Cataluña declaró la huelga general, sin el apoyo de la Confederación Regional del Trabajo de Cataluña de la CNT, que dos días antes había publicado en Solidaridad Obrera un "Manifiesto" en el que decía:

Nuestra posición no ha sufrido variante... [ya que] para el pueblo escarnecido, para los explotados, no puede haber diferencia entres los gobernantes [...] todos son iguales en la persecución del proletariado, todos son fascistas cuando de defender los privilegios se trata. [...] Todo para la CNT. Nada para los políticos

A pesar de que la CNT no apoyó la huelga, Barcelona quedó paralizada. El conseller de Gobernación Dencàs, por su cuenta, ordenó detener algunos dirigentes anarquistas, lo que indignó a grandes sectores de la población. El problema era que las fuerzas de orden público con que podía contar la Generalidad se limitaban a unos centenares de mozos de escuadra y algunos guardias de asalto.
El 6 de octubre la Alianza Obrera organizó una manifestación que se dirigió hacia la Plaza de San Jaime con pancartas reclamando la "República Catalana" pero se disolvió pacíficamente. En realidad aquel día no hubo actos de violencia en Barcelona y fueron muy escasos en el resto de Cataluña. Al parecer el presidente de la Generalidad Companys trató de hablar por teléfono con el presidente de la República Niceto Alcalá-Zamora para advertirle de que le sería imposible contener las reacciones izquierdistas y nacionalistas contra el nuevo gobierno al que se había incorporado la CEDA, aunque no logró hablar personalmente con él. Esa mañana Companys había conocido el anuncio del gobierno de Lerroux de declarar el estado de guerra en toda España.

### La proclamación
A las ocho y diez minutos de la tarde del 6 de octubre, Lluís Companys apareció en el balcón de la Generalidad acompañado de sus consejeros y proclamó la República Catalana.

¡Catalanes! Las fuerzas monárquicas y fascistas que de un tiempo a esta parte pretenden traicionar a la República, han logrado su objetivo y han asaltado el Poder. Los partidos y los hombres que han hecho públicas manifestaciones contra las menguadas libertades de nuestra tierra, y los núcleos políticos que predican constantemente el odio y la guerra a Cataluña constituyen hoy el soporte de las actuales instituciones. [...]
 Todas las fuerzas auténticamente republicanas de España y los sectores sociales avanzados, sin ninguna distinción ni excepción, se han levantado en armas contra el audaz intento fascista. La Cataluña liberal, democrática y republicana no puede permanecer ausente de la protesta que se extiende en todo el país, ni puede no hacer oír su voz de solidaridad para con los hermanos que en las tierras hispánicas luchan hasta la muerte por la libertad y el derecho. [...]
 Cataluña enarbola su bandera, llama a todos al cumplimiento del deber y a la obediencia absoluta al Gobierno de la Generalidad, que desde este momento rompe toda relación con las instituciones falseadas. En esta hora solemne, en nombre del pueblo y del Parlamento, el Gobierno que presido asume todas las facultades del Poder en Cataluña, proclama el Estado Catalán de la República Federal Española, y, al establecer y fortificar la relación con los dirigentes de la protesta general contra el fascismo, les invita a establecer en Cataluña el gobierno provisional de la República, que hallará en nuestro pueblo catalán el más generoso impulso de fraternidad en el común anhelo de edificar una República Federal libre y magnífica.

De acuerdo con la visión de los historiadores José Luis de la Granja Sainz, Justo Beramendi y Pere Anguera la proclamación de Companys, quien horas antes se había negado a dar armas a los sindicatos, no fue un acto secesionista, puesto que estuvo acompañada de la invitación a constituir en Barcelona un Gobierno republicano provisional. «Su actitud sólo puede explicarse por la voluntad de frenar una auténtica revolución social, poniéndose al frente de un pronunciamiento político que asumía su dirección y la desactivaba, y por la necesidad de evitar la pérdida de control por la ERC de los sindicatos, en especial el agrario, que constituía una de sus principales fuentes de votantes. La actuación se justifica también por la presión de los distintos grupos de la izquierda marxista e independentista a favor de una defensa radical de los acuerdos del Parlament».
Según el historiador Jordi Canal, «la acción de Lluís Companys resultó, en esencia, populista, viril y martirial». Populista, porque pretendía «provocar una amplia movilización ciudadana para presionar y amenazar al Estado»; viril, porque Companys «necesitaba reafirmar su frecuentemente cuestionado nacionalismo frente a Estat Català, Dencàs y los hermanos Badia»; y martirial, porque a lo largo de 1934 había asumido «una posición victimista y, en cierto modo, abocada fatal pero fecundamente al martirio», como lo probaría el siguiente comentario que Companys hizo en privado en junio de ese año: «Ha llegado la hora de dar la batalla y de hacer la revolución. Es posible que Cataluña pierda y que algunos de nosotros dejemos la vida en ello; pero perdiendo, Cataluña gana, puesto que necesita sus propios mártires, que le asegurarán mañana la victoria definitiva».
Poco antes de retirarse del balcón en el que acababa de proclamar el Estado Catalán parece que Companys dijo: «Ara ja no direu que no sóc prou catalanista» ['Ahora ya no diréis que no soy suficientemente catalanista']. El director del diario conservador La Vanguardia Agustí Calvet, Gaziel, tras escuchar el discurso de Companys por la radio, se mostró muy crítico con la decisión de Companys:

Es algo formidable. Mientras escucho me parece que estuviera soñando. Eso es, ni más ni menos, una declaración de guerra. ¡Y una declaración de guerra —que equivale a jugárselo todo, audazmente, temerariamente— en el preciso instante en que Cataluña, tras siglos de sumisión, había logrado sin riesgo alguno, gracias a la República y a la Autonomía, una posición incomparable dentro de España, hasta erigirse en su verdadero árbitro, hasta el punto de poder jugar con sus gobiernos como le daba la gana! En estas circunstancias, la Generalidad declara la guerra, esto es, fuerza a la violencia al Gobierno de Madrid, cuando jamás el Gobierno de Madrid se habría atrevido a hacer lo mismo con ella.

Tras pronunciar el discurso Companys comunicó sus propósitos al capitán general de entonces y general en jefe de la IV División Orgánica, con sede en Barcelona, el general Domingo Batet
de ideas moderadas, pidiéndole que se pusiera a sus órdenes "para servir a la República Federal que acabo de proclamar". El general parlamentó entonces con Enrique Pérez Farrás, el jefe de los Mozos de Escuadra, para que se presentara en la Capitanía y se pusiera a sus órdenes. Éste le respondió que sólo obedecía al presidente de la Generalidad. Batet habló a continuación con el presidente del Consejo de Ministros, Lerroux y, siguiendo sus órdenes, proclamó el estado de guerra aplicando la Ley de Orden Público de 1933.
Al anochecer aparecieron las primeras barricadas, se distribuyeron grupos armados por las calles y se preparó a los edificios oficiales para la resistencia. La Generalidad se defendió con un centenar de Mozos de Escuadra dirigidos por Pérez Farrás; la Alianza Obrera ocupó el local de Fomento del Trabajo Nacional en la Vía Layetana con unos 400 hombres; un número similar de partidarios del PSOE se concentraron en la Casa del Pueblo de la calle Nueva de San Francisco; y en general los grupos con fusiles estaban preparados en los locales de La Falç, Nosaltres Sols! y el CADCI (Centre Autonomista de Dependents del Comerç i de la Indústria) en la Rambla de Santa Mónica.
Cerca de las once de la noche, una compañía de infantería y una batería del regimiento de artillería llegó a la Rambla de Santa Mónica y cuando el capitán se dispuso a leer el bando de proclamación del estado de guerra, desde el local del CADCI empezaron a disparar resultando muertos un sargento y heridos otros siete militares. La repuesta fue el bombardeo de artillería sobre el centro resultando muertos Jaume Compte, Manuel González Alba y Amadeu Bardina, dirigentes del Partit Català Proletari. El resto se rindieron a la una y media de la madrugada del día 7 de octubre.
Unas horas antes, hacia las diez de la noche del día 6, una compañía de artillería había ocupado la Plaza de la República (actual Plaza de San Jaime) informando a Pérez Farrás sus jefes de que tenían órdenes de tomar los dos edificios oficiales. Tras un tiroteo, los mozos de escuadra se replegaron al Ayuntamiento. Allí se acababa de votar una moción presentada por el alcalde Carles Pi i Sunyer de adhesión al Gobierno de la Generalidad. El asedio se amplió con la llegada de una compañía de ametralladoras.
Mientras, Dencàs, Badia y otros miembros de ERC, junto con unos ochenta guardias y un centenar de hombres pésimamente armados, se hicieron fuertes en la Comisaría de Orden Público de la Vía Layetana frente el asedio al que le sometieron las tropas que habían salido de Capitanía.
El general Batet, a pesar de tener órdenes estrictas de atacar por parte del ministro de la Guerra, y a sabiendas de que tenía la situación completamente controlada, dejó pasar el tiempo esperando reducir a los rebeldes. A las seis de la mañana del día 7, diez horas más tarde de la proclamación, Companys comunicaba al general Batet su rendición. Esa noche, el consejero de Gobernación Dencàs huyó del Palacio de la Generalidad por las alcantarillas y logró escapar a Francia.

### La rendición
Sobre las siete de la mañana del 7 de octubre las tropas entraron en el Palacio de la Generalidad y detuvieron a Companys y a su gobierno y a los diputados Josep Tarradellas, Antoni Xirau, Joan Casanellas, Estanislau Ruiz, y al presidente del parlamento Joan Casanovas. Acto seguido detuvieron también en el Ayuntamiento al alcalde Carles Pi i Sunyer y a los concejales de ERC que le seguían. Los apresados fueron trasladados al buque Uruguay anclado en el puerto de Barcelona y reconvertido en prisión. Accidentalmente se nombró como presidente de la Generalidad de Cataluña a Francisco Jiménez Arenas Aquella mañana, las calles fueron quedando vacías de gente y todo fue volviendo a la normalidad. Incluso un representante de la CNT aconsejaba por la radio volver al trabajo, apostando por la organización obrera y la no colaboración con los partidos burgueses nacionalistas.
Pese a la gravedad de los hechos, se considera que el general Batet consiguió dominar la situación con el mínimo de destrucción y violencia, actitud que le valió ataques de la derecha y de algunos sectores militares por un lado (Batet sería fusilado durante la Guerra Civil por los franquistas) y de los insurrectos, por no ponerse a sus órdenes. Por su participación en el sofocamiento de la insurrección obtuvo de la República la Cruz Laureada de San Fernando, en 1934.
El modo desorganizado en que se efectuó la sublevación, la fórmula elegida de «un Estado catalán dentro de la República Federal Española», las consignas que se dieron a través de la radio —se llegó a anunciar un descanso de una hora en plena revolución o a dar paso a música religiosa— y la manera en que se produjo finalmente la rendición, fueron objeto de burlas durante los días siguientes por parte de la prensa contraria a la Esquerra, incluso por aquella afín al catalanismo de la Lliga, que recordó como Dencàs había tratado de atraerse a los comunistas y anarquistas hablando en castellano por la radio, llegando incluso a gritar un «¡Viva España!». Según Ramón Ardit, tras la rendición, los catalanes que resistían dijeron que querían «matar a Dencàs».
En Asturias, en la que se denominó la Revolución de Asturias, los hechos serían mucho más sangrientos con centenares de muertes por el enfrentamiento entre la Guardia Civil y el Ejército contra la Alianza Obrera.

## Consecuencias
En la fracasada rebelión murieron cuarenta y seis personas: treinta y ocho civiles y ocho militares. Más de tres mil personas fueron encarceladas, la mayoría de ellas en el vapor "Uruguay", y puestas bajo la jurisdicción de los consejos de guerra. También fue detenido Azaña, que se encontraba casualmente en Barcelona para asistir a los funerales del que fuera ministro de su gabinete Jaume Carner. Los militares que habían formado parte de la insurrección, el comandante Enrique Pérez Farrás y los capitanes Escofet y Ricart, fueron condenados a muerte, siendo su pena conmutada por la de prisión perpetua por el presidente de la República, Alcalá Zamora, a pesar de las protestas tanto de la CEDA como del Partido Republicano Liberal Demócrata de Melquíades Álvarez, que pedían mano dura. El presidente y el gobierno de la Generalidad fueron juzgados por el Tribunal de Garantías Constitucionales y fueron condenados en junio de 1935 por rebelión militar a treinta años de prisión, que comenzaron a cumplir, unos en el penal de Cartagena y otros en el del Puerto de Santa María. «Las fotografías de Companys tras los barrotes de su celda, amplia y eficazmente explotadas, contribuyeron de manera poderosa a forjar la imagen del president como mito». El 23 de febrero de 1935 son dejados en libertad provisional el alcalde de Barcelona y los concejales detenidos.
El gobierno de Lerroux desató «una dura oleada represiva con la clausura de centros políticos y sindicales, la supresión de periódicos, la destitución de ayuntamientos y miles de detenidos, sin que hubieran tenido una actuación directa en los hechos», lo que evidenció «una voluntad punitiva a menudo arbitraria y con componentes de venganza de clase o ideológica».
La autonomía catalana fue suspendida indefinidamente por una ley aprobada el 14 de diciembre a propuesta del Gobierno (la CEDA exigía la derogación del Estatuto) y la Generalidad de Cataluña fue sustituida por un Consejo de la Generalidad designado por el Gobierno y con un presidente denominado gobernador general de Cataluña. El primero fue el coronel Francisco Jiménez Arenas, que ejercía como "presidente accidental" de la Generalidad desde el 7 de octubre. Se clausuró el Parlamento de Cataluña y alrededor de cien ayuntamientos fueron disueltos siendo sustituidos por comisiones gestoras integradas por políticos de derechas.
En enero de 1935 el coronel Jiménez Arenas fue sustituido por Manuel Portela Valladares. En abril de 1935, cuando se levantó el estado de guerra, Portela fue sustituido a su vez por el radical Juan Pich y Pon —quien compaginó el cargo de gobernador de Cataluña con el de alcalde de Barcelona—, y algunas de las competencias de la Generalidad le fueron devueltas, pero no las de Orden Público. La Lliga participó en ese gobierno, «lo que confirmó su imagen de cómplice de los enemigos de la autonomía y alejó de ella a sectores de clases medias, pese a que paralelamente, desde finales del mismo octubre, denunciara al Gobierno central por aprovechar la situación creada para suprimir o recortar las facultades autonómicas, sosteniendo que "no se debe castigar a un pueblo por los errores de sus gobernantes". En nombre de la Lliga, el vicepresidente del Parlamento catalán, A. Martínez Domingo, impugnó ante el Tribunal de Garantías la ley de 2 de enero de 1935, que vaciaba de contenidos a la Generalidad». Pich y Pon se vio envuelto en el escándalo del estraperlo por lo que acabó siendo sustituido como gobernador general de Cataluña y presidente de la Generalitat por Ignacio Villalonga de la Derecha Regional Valenciana, un hombre próximo al líder de la Lliga Francesc Cambó.
La Ley de Contratos de Cultivo fue anulada y se tramitaron casi tres mil juicios de desahucio de "rabassaires" y de aparceros —muchos rabasaires fueron encarcelados en el barco prisión Manuel Arnús, anclado en el puerto de Tarragona—
. Los periódicos nacionalistas y de izquierdas fueron suspendidos.

### Los dos amagos de golpe de Estado militar de octubre y noviembre de 1934
La conmutación de las penas de muerte de los militares implicados en la Proclamación del Estado Catalán (el teniente coronel de Seguridad Juan Ricart, el capitán Federico Escofet y el comandante Enrique Pérez Farrás) provocó una ola de indignación en el Ejército. La decisión la había tomado el gobierno de Alejandro Lerroux, a pesar de la oposición de los tres ministros de la CEDA, presionado por el presidente de la República Niceto Alcalá Zamora que amenazó con dimitir si eran ejecutados.
Aprovechando la presencia de tropas del Ejército de África en Asturias para reprimir la sublevación de los mineros de octubre de 1934 el jefe de una de sus columnas, el teniente coronel Juan Yagüe, simpatizante de Falange, habló con el general Mola al que pidió que mandara «a sus casas a todos los ineptos arrivistas [sic] que nos mandan y emplear a los verdaderamente militares» y el 20 de octubre contactó con el general Sanjurjo para que, con la ayuda de Valentín Galarza, Jorge Vigón y el aviador Juan Antonio Ansaldo, viajara a Oviedo desde su exilio en Estoril para encabezar las fuerzas militares que habían llevado a cabo la represión de la revolución asturiana y dirigirse desde allí hacia Madrid ―precisamente algunos líderes monárquicos como Ramón Serrano Suñer y Santiago Fuentes Pila se encontraban en Oviedo esos días―. Fue la posición contraria del general Franco, que desde Madrid había dirigido las operaciones en Asturias, y de otros jefes del Estado Mayor la que hizo fracasar la iniciativa al considerarla inoportuna y prematura. «Lo cierto era que, según los observadores más avezados de la situación política, a la altura del 20 de octubre España estaba al borde de una dictadura militar, con Alcalá Zamora negociando desesperadamente con el Ejército para evitar el fusilamiento de los condenados a muerte».
A mediados de noviembre volvieron los rumores de golpe de Estado, esta vez encabezado por el general Fanjul y el general Goded que se proponían utilizar de nuevo a las tropas del Ejército de África que seguían acantonadas en Asturias como fuerza de choque. Esta iniciativa de Goded y Fanjul, que contactaron con el líder de la CEDA José María Gil Robles al que pidieron una política más dura y al que incluso plantearon que los tres ministros cedistas abandonaran el gobierno para impedir la «impunidad de los revolucionarios», coincidió con la ofensiva de los monárquicos y de la CEDA en el parlamento contra los dos ministros del partido de Lerroux directamente responsables de las conmutaciones de las penas de muerte, Ricardo Samper de Justicia y Diego Hidalgo de Guerra, que se vieron obligados a dimitir el 16 de noviembre. Finalmente el golpe militar no se produjo porque, según Eduardo González Calleja, «los altos mandos del Ejército, entre los que se incluía Franco, recomendaron prudencia, ya que aún no existían condiciones objetivas para apoyar un golpe de Estado de forma unánime».